# Conus albellus
Conus albellus is een in zee levende slakkensoort uit het geslacht Conus. De slak behoort tot de familie Conidae. Conus albellus werd in 1990 beschreven door Röckel & Korn. Net zoals alle soorten binnen het Conusgeslacht zijn deze slakken roofzuchtig en giftig. Ze zijn in staat om mensen te steken en moeten daarom zorgvuldig worden behandeld.